# Jean Gailhac
Jean Gailhac (nascido em 13 de novembro de 1802) era um padre católico romano. Fundou as Religiosas do Sagrado Coração de Maria em 1849.

## Vida
Gailhac nasceu em 13 de novembro de 1802 em Béziers, França. Entrou no seminário maior de Montpellier em 1821 e foi ordenado pelo Bispo Nicolas Fournier para a Diocese de Montpellier em 23 de setembro de 1826. Quando jovem sacerdote, ensinou filosofia e ajudou na formação religiosa dos alunos do seminário.
Em 12 de setembro de 1828, o Padre Jean Gailhac foi designado capelão do hospital civil e militar da cidade de Béziers, onde conheceu muitas mulheres que sofriam de doenças decorrentes da prostituição. Essas mulheres eram, em sua maioria, sem educação e não tinham família nem apoio social. Com a ajuda de amigos, ele fundou o Bom Pastor, um abrigo para essas mulheres.
Com o passar dos anos, o Padre Gailhac falou com seus amigos Eugene Cure e sua esposa Appollonie Cure. Os Cures eram dedicados às obras que o Padre Gailhac havia empreendido. Em 1848, após a morte de Eugene Cure, Appollonie Cure decidiu devotar seus fundos e sua vida para trabalhar pela educação e ajuda dessas mulheres e seus filhos. Em 1849, o Padre Gailhac convocou Appollonie Cure e cinco outras mulheres: Eulalie Vidal, Rosalie Gibbal, Rose Jeantet, Cécile Cambon e Marie Roques para formar as Religiosas do Sagrado Coração de Maria. O Padre Gailhac atuou como seu diretor espiritual e formador para essas mulheres que começaram seu trabalho no Refúgio Bom Pastor para mulheres e um orfanato. Appollonie Cure, agora Madre Saint Jean, foi nomeada superiora geral da nova comunidade.
À medida que os Religiosos do Sagrado Coração de Maria cresciam e se expandiam para outros países e continentes, o Padre Gailhac manteve contato com eles através de numerosas cartas, visitas e tratados espirituais até sua morte em 25 de janeiro de 1890.
O Padre Jean Gailhac foi declarado Venerável pela Igreja Católica Romana em 1972.

## Outras fontes
- RSHM Generalato, Roma. Arquivos RSHM